# Georgios Psychoundakis
Georgios Psychoundakis (griechisch Γεώργιος Ψυχουντάκης; * 3. November 1920 in Asi Gonia auf Kreta; † 29. Januar 2006 in Chania) war ein kretischer Widerstandskämpfer während des Zweiten Weltkrieges. Er war ein Schafhirte, Kriegsheld und Schriftsteller.  Er diente als Meldegänger hinter deutschen Linien erst für die kretische Widerstandsbewegung und später von 1941 bis 1945 für das Special Operations Executive (SOE). Nach dem Krieg wurde er versehentlich als Deserteur eingesperrt. In der Gefangenschaft schrieb er seine Kriegserinnerungen nieder, welche ein weltweiter Erfolg wurden. Später übersetzte er außerdem klassische, griechische Werke in den kretischen Dialekt.

## Frühe Jahre
Georgios Psychoundakis wurde in Asi Gonia (griechisch Αση Γωνιά), einem Dorf von wenigen hundert Einwohnern in den Bergen um das Mouselas-Tal, im Westen Kretas geboren.  Bis in die 1950er Jahre gab es keine Straße ins Dorf. Er war einer von vier Söhnen von Nikolas und Angeliki, einer der ärmsten Familien des Dorfes. Sie lebten in einem Ein-Zimmer-Haus mit Lehmboden. In der Dorfschule erhielt er eine kurze und dürftige Ausbildung. Anschließend wurde er Schafhirte und hütete die wenigen Schafe und Ziegen der Familie. Er entwickelte eine genaue Kenntnis seines Gebietes, der Insel.
Im folgenden Krieg nutzten Menschen die Höhlen, um darin zu leben oder Waffen zu deponieren. Sie reisten auf den Ziegenpfaden, um Menschen, Güter und Nachrichten zu transportieren. Auf Kreta gibt es eine Tradition des Widerstandes gegen Besatzer; die Insel hatte erst 1898 Freiheit von der Besatzung der Osmanen erlangt. Unzählige Aufstände während der langen Besatzung und das bergige Gelände führten dazu, dass sich die Kreter einen freiheitlichen Charakter erhielten, und zur Bereitschaft, Waffen zu besitzen und zu benutzen.

## Kriegszeit
Als die Schlacht um Kreta am 20. Mai 1941 begann, ging Psychoundakis in die nächstgelegene Stadt Episkopi bei Rethymno, etwa 15 km entfernt. Er beteiligte sich an der Schlacht auf Seiten der schlecht ausgerüsteten Résistance, welche sich nach der raschen Niederlage der alliierten Streitkräfte auf Kreta in die Berge zurückzog. Die Kreter versteckten hunderte britische Soldaten, die zurückgeblieben waren, und die Widerstandsbewegung organisierte deren Transport in den Süden der Insel. Von dort wurden sie von alliierten Schiffen nach Ägypten evakuiert. Psychoundakis half dabei, kleine Gruppen von Dorf zu Dorf zu führen. Ab Herbst 1941 begann sich das SOE mit Hilfe von Verbindungsoffizieren, von denen einer Patrick Leigh Fermor war, auf der Insel zu organisieren. Er erreichte die Insel Klandestin vom Meer aus im Juli 1942. Psychoundakis arbeitete als Fermors und Xan Fieldings Bote. Er überbrachte Nachrichten zwischen den Widerstandsgruppen und führte Personen, die das Gelände nicht kannten.
Patrick Leigh Fermor beschrieb Georgios Psychoundakis in der Einführung zu dessen Werk The Cretan Runner:

„When the moon rose he got up and threw a last swig of raki down his throat with the words Another drop of petrol for the engine, and loped towards the gap in the bushes with the furtiveness of a stage Mohican or Groucho Marx. He turned round when he was on all fours at the exit, rolled his eyes, raised a forefinger portentously, whispered, "the Intelligence Service", and scuttled through like a rabbit. A few minutes later we could see his small figure a mile away moving across the next moonlit fold of the foothills of the White Mountains, bound for another fifty-mile journey.“

Die kretischen Boten vollbrachten große Leistungen und trugen erheblich zu den britischen Operationen im Mittelmeerraum bei. 490 v. Chr. rannte  Pheidippides 42 km von der Schlacht bei Marathon, um vom Sieg über die Perser zu berichten, und starb unmittelbar, nachdem er seine Nachricht übermittelt hatte.
Im Vergleich dazu legte Psychoundakis die Strecke zwischen Kissamos an der Nordküste und Paleochora an der Südküste in nur einer Nacht zurück. Die Entfernung beträgt auf der heute bestehenden Straße etwa 45 km. Damals gab es wieder diese, noch die viele Jahre lang für diese Strecke genutzte, 70 km lange Straße. Durch wilde Landschaft, von tiefen Schluchten durchzogen, und bei Notwendigkeit, die Deutschen zu umgehen, kann die Distanz bis zu doppelt so weit gewesen sein.
Die Widerstandskämpfer mussten mit den heißen kretischen Sommern und den sehr harten Wintern, insbesondere in den Bergen, zurechtkommen. Nahrung war oft knapp und die Kämpfer mussten sich in kalten, feuchten Höhlen verstecken, während sich davor Schneeberge auftürmten.
Die Widerstandskämpfer kamen nie zu einem inselweiten Aufstand; hatten sie doch gehofft, dass ihre Insel der Startpunkt für die alliierte Offensive in Südeuropa werden könnte. Mit der Eroberung Siziliens im Zuge der Operation Husky Mitte 1943 hatte sich diese Hoffnung weitestgehend zerschlagen. Erst 1945, kurz nach Kriegsende, ergaben sich die letzten deutschen Truppen und Kreta war befreit. Die Briten boten Psychoundakis eine Bezahlung für seine Dienste an, aber er lehnte dies ab. Er meinte, er habe für seine Heimat und nicht für Geld gekämpft.

## Leben nach dem Krieg
Nach Kriegsende wurde Psychoundakis als Deserteur für 16 Monate inhaftiert, obwohl er von den Briten mit der BEM und £200 für seine Tapferkeit ausgezeichnet worden war. In Gefangenschaft schrieb er an seinen Kriegserinnerungen. Sein ehemaliger Vorgesetzter Patrick Leigh Fermor erfuhr durch Zufall von der Einsperrung und sorgte für Psychoundakis Freilassung, indem er das Missverständnis aufklärte.
Patrick Leigh Fermor war es auch, der Psychoundakis Erinnerungen ins Englische übersetzte, nachdem er sein Manuskript gelesen hatte. Er half außerdem dabei, dieses Werk zu veröffentlichen. Unter Mithilfe von Xan Fielding erschien 1955 das Werk unter dem Titel „The Cretan Runner“. Seither wurde es in mehrere europäische Sprachen übersetzt.
Gerade aus der Gefangenschaft entlassen, musste Psychoundakis in den nächsten Krieg: In seinem Land war ein erbitterter Bürgerkrieg ausgebrochen.
Nach dem erneuten Krieg arbeitete er als Köhler und anderen Gelegenheitsarbeiten in den kretischen Bergen, um seine Familie zu ernähren, bis sein Buch erschien. In dieser Zeit schrieb er an The Eagle's Nest, welches sein Leben und die Traditionen der Menschen in den Bergdörfern in der Nähe seines Heimatortes Asi Gonia behandelt. Dieses Werk wurde von Barrie Machin übersetzt, einem Anthropologen, der mit Psychoundakis 1967 und 1968 eine anthropologische Studie über Asi Gonia machte. Barrie kehrte mehrmals zurück, um mit Psychoundakis zusammenzuarbeiten. Sie wurden enge Freunde. Die Arbeit sollte unter dem Titel 'Warriors and Maidens' veröffentlicht werden.
Psychoundakis war ein naturwissenschaftlicher Anthropologe sowie ein talentierter Schriftsteller, mit beeindruckender Gedächtnisleistung. Jedoch war er extrem verarmt. 1968 ließ ihm Machin einen großen Stapel Karten, sowie Stifte zum Schreiben da. In jenem Jahr begann er, die Ilias zu übersetzen.
Psychoundakis trug erheblich zur kretischen Kultur bei. Er lernte viele der kretischen, mündlich überlieferten Gedichte und schrieb sie nieder. Er übersetzte Homers Werk, die Ilias (560 Seiten) und Odyssee (474 Seiten) aus dem Altgriechischen in den kretischen Dialekt. Für diese außergewöhnliche Leistung wurde er von der Akademie Athens ausgezeichnet. Wenn man seine zwei bis drei Jahre gelegentlicher schulischer Ausbildung anlegt, eine unglaubliche Leistung.
Von 1974 bis zu seiner Rente arbeiteten Psychoundakis und ein weiterer Widerstandskämpfer, Manolis Paterakis gemeinsam als Friedhofsverwalter auf dem Deutschen Soldatenfriedhof über Maleme. Psychoundakis war es, der Bruno Bräuer begrub, der in den späten 1970er Jahren nach Maleme umgebettet wurde.

## Publikationen
- The Cretan Runner: His Story of the German Occupation.  by George Psychoundakis, Translated by P.L. Fermor. 1955. Re-edited 1991, ISBN 0-7195-3475-5.[4]
- Ομήρου Ιλιάδα. Ψυχουντάκης, Γεώργιος. Πανεπιστημιακές Εκδόσεις Κρήτης, Ηράκλειο 2003, ISBN 960-7309-92-8.
- Ομήρου Οδύσσεια. Ψυχουντάκης, Γεώργιος. Πανεπιστημιακές Εκδόσεις Κρήτης, Ηράκλειο 2003, ISBN 960-524-020-3.
- Αετοφωλιές στην Κρήτη: Λαογραφία της Ασή-Γωνιάς. Γεώργιος Ψυχουντάκης, Δημοτική Πολιτιστική Επιχείρηση Χανίων. Χανιά 1999, ISBN 960-85835-4-4.